# Lambres-lez-Douai
Lambres-lez-Douai is een gemeente in het Franse Noorderdepartement (Frans: département du Nord). De gemeente telde 4.902 inwoners op 1 januari 2022.
In maart 2015 werden de kantons van Douai opgeheven en werd uit een deel van de gemeenten het kanton Douai gevormd, waar ook Lambres-lez-Douai deel van ging uitmaken.

## Geografie
De oppervlakte van Lambres-lez-Douai bedroeg op 1 januari 2022 8,81 vierkante kilometer; de bevolkingsdichtheid was toen 556,4 inwoners per km².

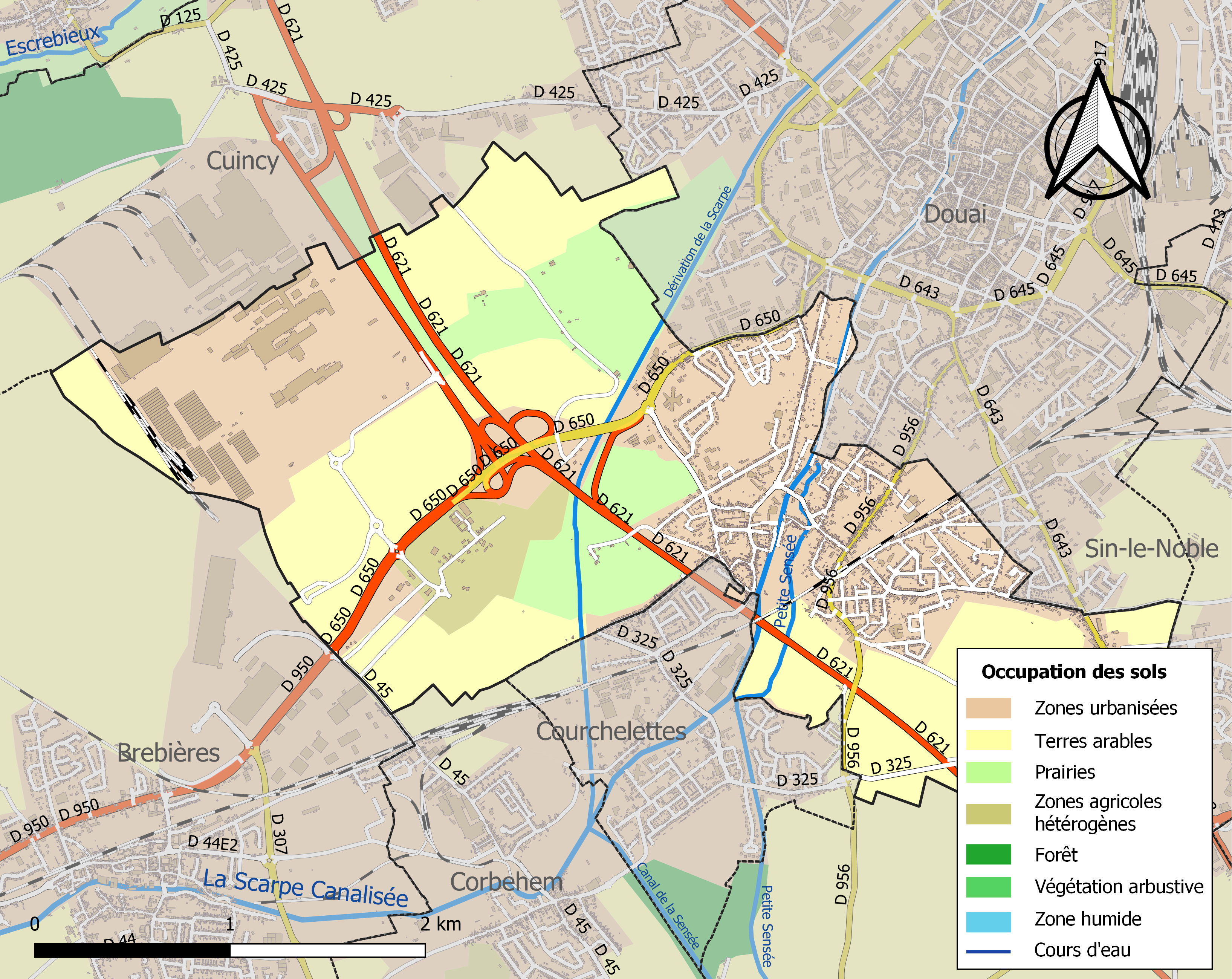
Kaart van de gemeente met belangrijkste infrastructuur, bodemgebruik en omliggende gemeenten

## Demografie
Onderstaande figuur toont het verloop van het inwonertal (bron: INSEE-tellingen).

Courchelettes · Cuincy · Douai · Esquerchin · Flers-en-Escrebieux · Lambres-lez-Douai · Lauwin-Planque